# Portet-d'Aspet
Portet-d'Aspet är en kommun i departementet Haute-Garonne i regionen Occitanien i södra Frankrike. Kommunen ligger i kantonen Aspet som tillhör arrondissementet Saint-Gaudens. År 2022 hade Portet-d'Aspet 62 invånare.

## Befolkningsutveckling
Antalet invånare i kommunen Portet-d'Aspet
Referens:INSEE